# Liste von Horrorfilmen der 2010er Jahre
Die Liste von Horrorfilmen der 2010er Jahre gibt einen chronologischen Überblick über Produktionen, die Im Zeitraum von 2010 bis 2019 in diesem Genre gedreht wurden. Bei der Nutzung ist zu beachten, dass ein Großteil der aufgeführten Filme sich mit artverwandten Genres aus dem Bereich der Phantastik wie Science-Fiction und Fantasy überschneidet, aber auch Kriminalfilm und Komödie. Die Liste erhebt keinen Anspruch auf Vollständigkeit und unterliegt einem laufenden Erweiterungsprozess.

## 2010
| Titel                                 | Regie                         | Produktionsland                                   |
| ------------------------------------- | ----------------------------- | ------------------------------------------------- |
| 30 Days of Night: Dark Days           | Ben Ketai                     | Vereinigte Staaten                                |
| Attack of the Tromaggot               | Leslie Teah                   | Deutschland                                       |
| Bedevilled – Zeit der Vergeltung      | Jang Cheol-soo                | Südkorea                                          |
| Black Forest                          | Gert Steinheimer              | Deutschland                                       |
| Brainstorming                         | Thomas Böhm                   | Deutschland                                       |
| Caged                                 | Yann Gozlan                   | Frankreich                                        |
| Cold Prey III – The Beginning         | Mikkel Brænne Sandemose       | Norwegen                                          |
| The Crazies – Fürchte deinen Nächsten | Breck Eisner                  | Vereinigte Staaten / Vereinigte Arabische Emirate |
| The Dead                              | Howard J. Ford, Jonathan Ford | Vereinigtes Königreich                            |
| Death Bell 2: Bloody Camp             | Yoo Sun-dong                  | Südkorea                                          |
| Devil – Fahrstuhl zur Hölle           | John Erick Dowdle             | Vereinigte Staaten                                |
| Devil’s Playground                    | Mark McQueen                  | Vereinigtes Königreich                            |
| Djinns – Dämonen der Wüste            | Hugues Martin, Sandra Martin  | Frankreich / Marokko                              |
| Gonger 2 – Das Böse kehrt zurück      | Philipp Osthus                | Deutschland                                       |
| Hatchet II                            | Adam Green                    | Vereinigte Staaten                                |
| Hybrid                                | Eric Valette                  | Deutschland / Vereinigte Staaten                  |
| I Spit on Your Grave                  | Steven R. Monroe              | Vereinigte Staaten                                |
| Insidious                             | James Wan                     | Vereinigte Staaten / Kanada                       |
| Let Me In                             | Matt Reeves                   | Vereinigtes Königreich / Vereinigte Staaten       |
| Der letzte Angestellte                | Alexander Adolph              | Deutschland                                       |
| Der letzte Exorzismus                 | Daniel Stamm                  | Vereinigte Staaten / Frankreich                   |
| Mother’s Day – Mutter ist wieder da   | Darren Lynn Bousman           | Vereinigte Staaten                                |
| My Soul to Take                       | Wes Craven                    | Vereinigte Staaten                                |
| Necronos – Tower of Doom              | Marc Rohnstock                | Deutschland                                       |
| A Nightmare on Elm Street             | Samuel Bayer                  | Vereinigte Staaten                                |
| Paranormal Activity 2                 | Tod Williams                  | Vereinigte Staaten                                |
| Piranha 3D                            | Alexandre Aja                 | Vereinigte Staaten                                |
| Rammbock                              | Marvin Kren                   | Deutschland / Österreich                          |
| Resident Evil: Afterlife              | Paul W. S. Anderson           | Vereinigte Staaten / Deutschland                  |
| Rubber                                | Quentin Dupieux               | Frankreich / Angola                               |
| Saint                                 | Dick Maas                     | Niederlande                                       |
| Saw 3D – Vollendung                   | Kevin Greutert                | Kanada / Vereinigte Staaten                       |
| Sennentuntschi                        | Michael Steiner               | Frankreich / Schweiz / Österreich                 |
| A Serbian Film                        | Srđan Spasojević              | Serbien                                           |
| The Silent House                      | Gustavo Hernandez             | Uruguay                                           |
| Trollhunter                           | André Ovredal                 | Norwegen                                          |
| Tucker and Dale vs Evil               | Eli Craig                     | Vereinigte Staaten / Kanada                       |
| Vampire Nation                        | Jim Mickle                    | Vereinigte Staaten                                |
| The Ward                              | John Carpenter                | Vereinigte Staaten                                |
| Wir sind die Nacht                    | Dennis Gansel                 | Deutschland                                       |
| Wolfman                               | Joe Johnston                  | Vereinigte Staaten                                |

## 2011
| Titel                                     | Regie                         | Produktionsland                      |
| ----------------------------------------- | ----------------------------- | ------------------------------------ |
| 11-11-11 – Das Tor zur Hölle              | Darren Lynn Bousman           | Vereinigte Staaten / Spanien         |
| Absentia                                  | Mike Flanagan                 | Vereinigte Staaten                   |
| Apollo 18                                 | Gonzalo López-Gallego         | Vereinigte Staaten / Kanada          |
| The Awakening                             | Nick Murphy                   | Vereinigtes Königreich               |
| Chillerama                                | Adam Green                    | Vereinigte Staaten                   |
| Darkest Hour                              | Chris Gorak                   | Vereinigte Staaten                   |
| The Day – Fight. Or Die.                  | Douglas Aarniokoski           | Vereinigte Staaten                   |
| DeadHeads                                 | Brett Pierce, Drew T. Pierce  | Vereinigte Staaten                   |
| Detention – Nachsitzen kann tödlich sein  | Joseph Kahn                   | Vereinigte Staaten                   |
| Final Destination 5                       | Steven Quale                  | Vereinigte Staaten                   |
| Fright Night                              | Craig Gillespie               | Vereinigte Staaten                   |
| Game of Werewolves – Die Jagd beginnt     | Juan Martínez Moreno          | Spanien                              |
| Grave Encounters                          | The Vicious Brothers          | Kanada / Vereinigte Staaten          |
| Hellraiser: Revelations – Die Offenbarung | Victor Garcia                 | Vereinigte Staaten                   |
| Hostel 3                                  | Scott Spiegel                 | Vereinigte Staaten                   |
| The Human Centipede II (Full Sequence)    | Tom Six                       | Vereinigtes Königreich / Niederlande |
| Inbred                                    | Alex Chandon                  | Vereinigtes Königreich               |
| Intruders                                 | Juan Carlos Fresnadillo       | Vereinigtes Königreich               |
| Juan of the Dead                          | Alejandro Brugués             | Spanien / Kuba                       |
| Julia X 3D                                | P.J. Pettiette                | Vereinigte Staaten                   |
| Kill List                                 | Ben Wheatley                  | Vereinigtes Königreich               |
| Memory of the Dead                        | Valentín Javier Diment        | Argentinien                          |
| Panic Button                              | Chris Crow                    | Vereinigtes Königreich               |
| Paranormal Activity 3                     | Henry Joost, Ariel Schulman   | Vereinigte Staaten                   |
| Priest                                    | Scott Charles Stewart         | Vereinigte Staaten                   |
| Project Genesis                           | Oliver Krekel, Jochen Taubert | Deutschland                          |
| Quarantäne 2: Terminal                    | John Pogue                    | Vereinigte Staaten                   |
| The Rite – Das Ritual                     | Mikael Håfström               | Italien                              |
| Scream 4                                  | Wes Craven                    | Vereinigte Staaten                   |
| Scream of the Banshee                     | Steven C. Miller              | Vereinigte Staaten                   |
| Shark Night 3D                            | David R. Ellis                | Vereinigte Staaten                   |
| Sleep Tight                               | Jaume Balagueró               | Spanien                              |
| The Thing                                 | Matthijs van Heijningen Jr.   | Vereinigte Staaten                   |
| Twixt – Virginias Geheimnis               | Francis Ford Coppola          | Vereinigte Staaten                   |
| Urban Explorer                            | Andy Fetscher                 | Deutschland                          |
| The Woman                                 | Lucky McGee                   | Vereinigte Staaten                   |
| Wrong Turn 4: Bloody Beginnings           | Declan O’Brian                | Vereinigte Staaten                   |
| You’re Next                               | Adam Wingard                  | Vereinigte Staaten                   |

## 2012
| Titel                                | Regie                       | Produktionsland                                      |
| ------------------------------------ | --------------------------- | ---------------------------------------------------- |
| 2-Headed Shark Attack                | Christopher Ray             | Vereinigte Staaten                                   |
| The ABCs of Death                    | Ti West, Jake West          | Vereinigte Staaten                                   |
| Abraham Lincoln Vampirjäger          | Timur Bekmambetov           | Vereinigte Staaten                                   |
| Abraham Lincoln vs. Zombies          | Richard Schenkman           | Vereinigte Staaten                                   |
| Alexandre Ajas Maniac                | Franck Khalfoun             | Vereinigte Staaten / Frankreich                      |
| Another                              | Takeshi Furusawa            | Japan                                                |
| Bait 3D – Haie im Supermarkt         | Kimble Rendall              | Australien / Singapur                                |
| The Bay – Nach Angst kommt Panik     | Barry Levinson              | Vereinigte Staaten                                   |
| Berberian Sound Studio               | Peter Strickland            | Vereinigtes Königreich                               |
| Byzantium                            | Neil Jordan                 | Irland / Vereinigtes Königreich / Vereinigte Staaten |
| The Cabin in the Woods               | Drew Goddard                | Vereinigte Staaten                                   |
| Cannibal Diner                       | Frank W. Montag             | Deutschland                                          |
| Chernobyl Diaries                    | Bradley Parker              | Vereinigte Staaten                                   |
| Cockneys vs Zombies                  | Matthias Hoene              | Vereinigtes Königreich                               |
| The Collection – The Collector 2     | Marcus Dunstan              | Vereinigte Staaten                                   |
| Devil Inside                         | William Brent Bell          | Vereinigte Staaten                                   |
| Du hast es versprochen               | Alex Schmidt                | Deutschland                                          |
| Fist of Jesus                        | Adrián Cardona, David Muñoz | Spanien                                              |
| Die Frau in Schwarz                  | James Watkins               | Vereinigtes Königreich / Kanada / Schweden           |
| Grabbers                             | Jon Wright                  | Vereinigtes Königreich / Irland                      |
| Headhunt                             | Daniel Krige                | Australien                                           |
| Hotel Transsilvanien                 | Genndy Tartakovsky          | Vereinigte Staaten                                   |
| House at the End of the Street       | Mark Tonderai               | Vereinigte Staaten                                   |
| Legend of Hell                       | Olaf Ittenbach              | Deutschland                                          |
| The Lords of Salem                   | Rob Zombie                  | Vereinigtes Königreich / Kanada / Vereinigte Staaten |
| No One Lives – Keiner überlebt!      | Ryūhei Kitamura             | Vereinigte Staaten                                   |
| Paranormal Activity 4                | Henry Joost, Ariel Schulman | Vereinigte Staaten                                   |
| ParaNorman                           | Sam Fell, Chris Butler      | Vereinigte Staaten                                   |
| Piranha 2                            | John Gulager                | Vereinigte Staaten                                   |
| Piranhaconda                         | Jim Wynorski                | Vereinigte Staaten                                   |
| Possession – Das Dunkle in dir       | Ole Bornedal                | Vereinigte Staaten                                   |
| REC 3: Genesis                       | Paco Plaza                  | Spanien                                              |
| Resident Evil: Retribution           | Paul W. S. Anderson         | Deutschland / Kanada / Vereinigte Staaten            |
| Silent Hill: Revelation              | Michael J. Bassett          | Kanada / Frankreich                                  |
| Sinister                             | Scott Derrickson            | Vereinigtes Königreich / Vereinigte Staaten          |
| Under the Bed – Es lauert im Dunkeln | Steven C. Miller            | Vereinigte Staaten                                   |
| Underworld: Awakening                | Måns Mårlind, Björn Stein   | Vereinigte Staaten                                   |
| V/H/S – Eine mörderische Sammlung    | Adam Wingard, Ti West u. a. | Vereinigte Staaten                                   |
| Vamps – Dating mit Biss              | Amy Heckerling              | Vereinigte Staaten                                   |
| The Watch – Nachbarn der 3. Art      | Akiva Schaffer              | Vereinigte Staaten                                   |
| Wrong Turn 5: Bloodlines             | Declan O’Brian              | Vereinigte Staaten / Bulgarien                       |

## 2013
| Titel                                   | Regie                             | Produktionsland                             |
| --------------------------------------- | --------------------------------- | ------------------------------------------- |
| Absolutio – Erlösung im Blut            | Philip Lilienschwarz              | Deutschland                                 |
| Afflicted                               | Derek Lee, Clif Prowse            | Kanada / Vereinigte Staaten                 |
| All Cheerleaders Die                    | Lucky McKee, Chris Sivertson      | Vereinigte Staaten                          |
| Der Babadook                            | Jennifer Kent                     | Australien                                  |
| Bela Kiss: Prologue                     | Lucien Förstner                   | Deutschland                                 |
| Blutgletscher                           | Marvin Kren                       | Österreich                                  |
| Carrie                                  | Kimberly Peirce                   | Vereinigte Staaten                          |
| The Colony – Hell Freezes Over          | Jeff Renfroe                      | Kanada                                      |
| The Complex – Das Böse in Dir           | Hideo Nakata                      | Japan                                       |
| Conjuring – Die Heimsuchung             | James Wan                         | Vereinigte Staaten                          |
| Curse of Chucky                         | Don Mancini                       | Vereinigte Staaten                          |
| Das ist das Ende                        | Evan Goldberg, Seth Rogen         | Vereinigte Staaten                          |
| Djinn – Des Teufels Brut                | Tobe Hooper                       | Vereinigte Arabische Emirate                |
| Evil Dead                               | Fede Álvarez                      | Vereinigte Staaten                          |
| Ghost Movie                             | Michael Tiddes                    | Vereinigte Staaten                          |
| The Green Inferno                       | Eli Roth                          | Vereinigte Staaten                          |
| Hänsel und Gretel: Hexenjäger           | Tommy Wirkola                     | Vereinigte Staaten / Deutschland            |
| Horns                                   | Alexandre Aja                     | Kanada / Vereinigte Staaten                 |
| The Hospital                            | Tommy Golden, Daniel Emery Taylor | Vereinigte Staaten                          |
| The House at the End of Time            | Alejandro Hidalgo                 | Venezuela                                   |
| I Spit on Your Grave 2                  | Steven R. Monroe                  | Vereinigte Staaten                          |
| Insidious: Chapter 2                    | James Wan                         | Kanada / Vereinigte Staaten                 |
| Der letzte Exorzismus: The Next Chapter | Ed Gass-Donnelly                  | Vereinigte Staaten                          |
| Lost Place                              | Thorsten Klein                    | Deutschland                                 |
| Mama                                    | Andrés Muschietti                 | Spanien / Kanada                            |
| Only Lovers Left Alive                  | Jim Jarmusch                      | Deutschland / Frankreich                    |
| Open Grave                              | Gonzalo López-Gallego             | Vereinigte Staaten                          |
| S-VHS                                   | Simon Barrett u. a.               | Indonesien / Kanada / Vereinigte Staaten    |
| Savaged                                 | Michael S. Ojeda                  | Vereinigte Staaten                          |
| Scary Movie 5                           | Malcolm D. Lee                    | Vereinigte Staaten                          |
| Sharknado – Genug gesagt!               | Anthony C. Ferrante               | Vereinigte Staaten                          |
| Stoker – Die Unschuld endet             | Park Chan-wook                    | Vereinigtes Königreich / Vereinigte Staaten |
| Texas Chainsaw 3D                       | John Luessenhop                   | Vereinigte Staaten                          |
| Warm Bodies                             | Jonathan Levine                   | Vereinigte Staaten                          |
| Witching & Bitching                     | Álex de la Iglesia                | Frankreich / Spanien                        |
| World War Z                             | Marc Forster                      | Vereinigte Staaten / Malta                  |
| Das Haus der Dämonen 2                  | Tom Elkins                        | Vereinigte Staaten                          |

## 2014
| Titel                                                      | Regie                          | Produktionsland                                        |
| ---------------------------------------------------------- | ------------------------------ | ------------------------------------------------------ |
| 5 Zimmer Küche Sarg                                        | Jemaine Clement, Taika Waititi | Neuseeland                                             |
| 13 Sins                                                    | Daniel Stamm                   | Vereinigte Staaten                                     |
| Annabelle                                                  | John R. Leonetti               | Vereinigte Staaten                                     |
| Backcountry                                                | Adam MacDonald                 | Kanada                                                 |
| Beautiful People                                           | Brini Amerigo                  | Italien                                                |
| Blood Lake: Killerfische greifen an                        | James Cullen Bressack          | Vereinigte Staaten                                     |
| Dead Snow: Red vs. Dead                                    | Tommy Wirkola                  | Island / Norwegen                                      |
| Dracula Untold                                             | Gary Shore                     | Vereinigte Staaten                                     |
| Erlöse uns von dem Bösen                                   | Scott Derrickson               | Vereinigte Staaten                                     |
| Gefällt mir                                                | Michael David Pate             | Deutschland                                            |
| A Girl Walks Home Alone at Night                           | Ana Lily Amirpour              | Vereinigte Staaten                                     |
| I, Frankenstein                                            | Stuart Beattie                 | Vereinigte Staaten                                     |
| Ich seh Ich seh                                            | Veronika Franz, Severin Fiala  | Österreich                                             |
| It Follows                                                 | David Robert Mitchell          | Vereinigte Staaten                                     |
| Katakomben                                                 | John Erick Dowdle              | Vereinigte Staaten                                     |
| Kristy – Lauf um dein Leben                                | Oliver Blackburn               | Vereinigte Staaten                                     |
| México Bárbaro – Grausame Legenden                         | Diverse                        | Mexiko                                                 |
| Ouija – Spiel nicht mit dem Teufel                         | Stiles White                   | Vereinigte Staaten                                     |
| Paranormal Activity: Die Gezeichneten                      | Christopher B. Landon          | Vereinigte Staaten                                     |
| The Purge: Anarchy                                         | James DeMonaco                 | Frankreich / Vereinigte Staaten                        |
| The Pyramid – Grab des Grauens                             | Grégory Levasseur              | Vereinigte Staaten                                     |
| R.L. Stine’s – Darf ich vorstellen – Meine Geisterfreundin | Peter Hewitt                   | Vereinigte Staaten                                     |
| See No Evil 2                                              | Jen und Sylvia Soska           | Vereinigte Staaten                                     |
| Therapie für einen Vampir                                  | David Ruehm                    | Österreich / Schweiz                                   |
| Unknown User                                               | Levan Gabriadze                | Vereinigte Staaten                                     |
| Vampire Academy                                            | Mark Waters                    | Vereinigtes Königreich / Rumänien / Vereinigte Staaten |
| The Voices                                                 | Marjane Satrapi                | Deutschland / Vereinigte Staaten                       |
| When Animals Dream                                         | Jonas Alexander Arnby          | Dänemark                                               |
| WolfCop                                                    | Lowell Dean                    | Kanada                                                 |
| Wrong Turn 6: Last Resort                                  | Valeri Milev                   | Vereinigte Staaten / Deutschland                       |
| Wyrmwood                                                   | Kiah Roache-Turner             | Australien                                             |
| Zombiber                                                   | Jordan Rubin                   | Vereinigte Staaten                                     |

## 2015
| Titel                                                   | Regie                           | Produktionsland                                      |
| ------------------------------------------------------- | ------------------------------- | ---------------------------------------------------- |
| Crimson Peak                                            | Guillermo del Toro              | Vereinigte Staaten                                   |
| Dead Rising: Watchtower                                 | Zach Lipovsky                   | Vereinigte Staaten                                   |
| Deathgasm                                               | Jason Lei Howden                | Neuseeland                                           |
| Frankenstein – Das Experiment                           | Bernard Rose                    | Vereinigte Staaten                                   |
| Die Frau in Schwarz 2: Engel des Todes                  | Tom Harper                      | Vereinigtes Königreich / Vereinigte Staaten          |
| #funnyFace                                              | Marcel Walz                     | Deutschland / Spanien                                |
| Gänsehaut                                               | Rob Letterman                   | Vereinigte Staaten / Australien                      |
| The Hospital 2                                          | Jim O’Rear, Daniel Emery Taylor | Vereinigte Staaten                                   |
| Insidious: Chapter 3 – Jede Geschichte hat einen Anfang | Leigh Whannell                  | Vereinigte Staaten                                   |
| The Invitation                                          | Karyn Kusama                    | Vereinigte Staaten                                   |
| JeruZalem                                               | Doron Paz, Yoav Paz             | Israel                                               |
| Jurassic World                                          | Colin Trevorrow                 | Vereinigte Staaten                                   |
| Krampus                                                 | Michael Dougherty               | Vereinigte Staaten / Neuseeland                      |
| Last Girl Standing                                      | Benjamin R. Moody               | Vereinigte Staaten                                   |
| The Lazarus Effect                                      | David Gelb                      | Vereinigte Staaten                                   |
| The Mind’s Eye                                          | Joe Begos                       | Vereinigte Staaten                                   |
| Office                                                  | Hong Won-chan                   | Südkorea                                             |
| Paranormal Activity: Ghost Dimension                    | Gregory Plotkin                 | Vereinigte Staaten                                   |
| Poltergeist                                             | Gil Kenan                       | Vereinigte Staaten                                   |
| The Priests                                             | Jang Jae-hyun                   | Südkorea                                             |
| Scouts vs. Zombies – Handbuch zur Zombie-Apokalypse     | Christopher B. Landon           | Vereinigte Staaten                                   |
| Sharknado 3                                             | Anthony C. Ferrante             | Vereinigte Staaten                                   |
| Sinister 2                                              | Ciaran Foy                      | Vereinigte Staaten                                   |
| Stung                                                   | Benni Dietz                     | Deutschland/ Vereinigte Staaten                      |
| The Visit                                               | M. Night Shyamalan              | Vereinigte Staaten                                   |
| Walking with the Dead                                   | Scott Dow                       | Vereinigte Staaten                                   |
| The Witch                                               | Robert Eggers                   | Vereinigte Staaten / Kanada / Vereinigtes Königreich |

## 2016
| Titel                                 | Regie                | Produktionsland                                      |
| ------------------------------------- | -------------------- | ---------------------------------------------------- |
| Angriff der Lederhosenzombies         | Dominik Hartl        | Österreich                                           |
| Bed of the Dead                       | Jeff Maher           | Kanada                                               |
| Das Belko Experiment                  | Greg McLean          | Vereinigte Staaten                                   |
| Better Watch Out                      | Chris Peckover       | Australien / Vereinigte Staaten                      |
| Blair Witch                           | Adam Wingard         | Vereinigte Staaten                                   |
| Camp Blood 4                          | Dustin Ferguson      | Vereinigte Staaten                                   |
| Camp Blood 5                          | Dustin Ferguson      | Vereinigte Staaten                                   |
| Camp Blood 666                        | Ted Moehring         | Vereinigte Staaten                                   |
| Conjuring 2                           | James Wan            | Vereinigte Staaten                                   |
| Don’t Breathe                         | Fede Álvarez         | Vereinigte Staaten                                   |
| The Forest                            | Jason Zada           | Vereinigte Staaten                                   |
| Lights Out                            | David F. Sandberg    | Vereinigte Staaten                                   |
| Das Morgan Projekt                    | Luke Scott           | Vereinigte Staaten                                   |
| The Neon Demon                        | Nicolas Winding Refn | Frankreich / Dänemark / Vereinigte Staaten           |
| The Other Side of the Door            | Johannes Roberts     | Vereinigtes Königreich / Vereinigte Staaten / Indien |
| Raw                                   | Julia Ducournau      | Frankreich / Belgien                                 |
| R.L. Stine – Die Nacht im Geisterhaus | Ron Oliver           | Vereinigte Staaten                                   |
| Still                                 | Mike Flanagan        | Vereinigte Staaten                                   |
| Stolz und Vorurteil und Zombies       | Burr Steers          | Vereinigte Staaten / Vereinigtes Königreich          |
| Terrifier                             | Damien Leone         | Vereinigte Staaten                                   |
| Train to Busan                        | Yeon Sang-ho         | Südkorea                                             |
| Underworld: Blood Wars                | Anna Foerster        | Vereinigte Staaten                                   |
| Resident Evil: The Final Chapter      | Paul W. S. Anderson  | Vereinigte Staaten                                   |
| Ouija: Ursprung des Bösen             | Mike Flanagan        | Vereinigte Staaten                                   |

## 2017
| Titel                            | Regie                               | Produktionsland        |
| -------------------------------- | ----------------------------------- | ---------------------- |
| 5-Headed Shark Attack            | Nico De Leon                        | Vereinigte Staaten     |
| 1922                             | Zak Hilditch                        | Vereinigte Staaten     |
| Alien: Covenant                  | Ridley Scott                        | Vereinigte Staaten     |
| Anna und die Apokalypse          | John McPhail                        | Vereinigtes Königreich |
| Annabelle 2                      | David F. Sandberg                   | Vereinigte Staaten     |
| Another WolfCop                  | Lowell Dean                         | Kanada                 |
| Berlin Syndrome                  | Cate Shortland                      | Australien             |
| Bloodmania                       | Herschell Gordon Lewis et al.       | Vereinigte Staaten     |
| Cold Skin – Insel der Kreaturen  | Xavier Gens                         | Spanien / Frankreich   |
| Cult of Chucky                   | Don Mancini                         | Vereinigte Staaten     |
| Der dunkle Turm                  | Nikolaj Arcel                       | Vereinigte Staaten     |
| Es                               | Andrés Muschietti                   | Vereinigte Staaten     |
| Escape Room                      | Peter Dukes                         | Vereinigte Staaten     |
| Escape Room                      | Will Wernick                        | Vereinigte Staaten     |
| Get Out                          | Jordan Peele                        | Vereinigte Staaten     |
| Jackals                          | Kevin Greutert                      | Vereinigte Staaten     |
| Jigsaw                           | Peter und Michael Spierig           | Vereinigte Staaten     |
| Leatherface                      | Julien Maury und Alexandre Bustillo | Vereinigte Staaten     |
| The Lodgers – Zum Leben verdammt | Brian O’Malley                      | Irland                 |
| The Mimic – Dunkle Stimmen       | Huh Jung                            | Südkorea               |
| Mother!                          | Darren Aronofsky                    | Vereinigte Staaten     |
| Die Mumie                        | Alex Kurtzman                       | Vereinigte Staaten     |
| Rings                            | F. Javier Gutiérrez                 | Vereinigte Staaten     |
| Ryde – Your Final Destination    | Brian Frank Visciglia               | Vereinigte Staaten     |

## 2018
| Titel                                    | Regie                            | Produktionsland                              |
| ---------------------------------------- | -------------------------------- | -------------------------------------------- |
| 6-Headed Shark Attack                    | Mark Atkins                      | Vereinigte Staaten                           |
| Abgeschnitten                            | Christian Alvart                 | Deutschland                                  |
| Apostle                                  | Gareth Evans                     | Vereinigtes Königreich / Vereinigte Staaten  |
| Auslöschung                              | Alex Garland                     | Vereinigte Staaten / Vereinigtes Königreich  |
| The Cloverfield Paradox                  | Julius Onah                      | Vereinigte Staaten                           |
| Corbin Nash                              | Ben Jagger                       | Vereinigte Staaten / Vereinigtes Königreich  |
| The Dark                                 | Justin P. Lange, Klemens Hufnagl | Österreich                                   |
| Day of the Dead: Bloodline               | Hèctor Hernández Vicens          | Vereinigte Staaten / Bulgarien               |
| Gänsehaut 2 – Gruseliges Halloween       | Ari Sandel                       | Vereinigte Staaten                           |
| Ghost of Camp Blood                      | Mark Polonia                     | Vereinigte Staaten                           |
| Halloween                                | David Gordon Green               | Vereinigte Staaten                           |
| Heilstätten                              | Michael David Pate               | Deutschland                                  |
| Hereditary – Das Vermächtnis             | Ari Aster                        | Vereinigte Staaten                           |
| The House That Jack Built                | Lars von Trier                   | Deutschland / Dänemark Frankreich / Schweden |
| Insidious: The Last Key                  | Adam Robitel                     | Vereinigte Staaten                           |
| Jurassic World: Das gefallene Königreich | Juan Antonio Bayona              | Vereinigte Staaten / Spanien                 |
| Die letzte Party deines Lebens           | Dominik Hartl                    | Österreich                                   |
| Luz                                      | Tilman Singer                    | Deutschland                                  |
| Mandy                                    | Panos Cosmatos                   | Vereinigte Staaten / Belgien                 |
| Meg                                      | Jon Turteltaub                   | Vereinigte Staaten                           |
| Monstrum                                 | Heo Jong-ho                      | Südkorea                                     |
| The Nun                                  | Corin Hardy                      | Vereinigte Staaten                           |
| Open 24 Hours                            | Padraig Reynolds                 | Vereinigte Staaten                           |
| Perfection, The                          | Richard Shepard                  | Vereinigte Staaten                           |
| Portraits of Andrea Palmer               | Joe Rubin/C. Huston              | Vereinigte Staaten                           |
| The Possession of Hannah Grace           | Diederik Van Rooijen             | Vereinigte Staaten                           |
| Predator, The                            | Shane Black                      | Vereinigte Staaten                           |
| Puppet Master: Das tödlichste Reich      | Sonny Laguna, Tommy Wiklund      | Vereinigte Staaten                           |
| Rampant                                  | Kim Sung-hoon                    | Südkorea                                     |
| A Quiet Place                            | John Krasinski                   | Vereinigte Staaten                           |
| Skin Creepers                            | Ezra Tsegaye                     | Deutschland                                  |
| The Strangers: Opfernacht                | Johannes Roberts                 | Vereinigte Staaten                           |
| Unsane – Ausgeliefert                    | Steven Soderbergh                | Vereinigte Staaten                           |
| You Might Be the Killer                  | Brett Simons                     | Vereinigte Staaten                           |
| Amityville Horror – Wie alles begann     | Daniel Farrands                  | Vereinigte Staaten                           |
| Slender Man                              | Sylvain White                    | Vereinigte Staaten                           |

## 2019
| Titel                                  | Regie                         | Produktionsland                             |
| -------------------------------------- | ----------------------------- | ------------------------------------------- |
| 47 Meters Down: Uncaged                | Johannes Roberts              | Vereinigte Staaten / Vereinigtes Königreich |
| Annabelle 3                            | Gary Dauberman                | Vereinigte Staaten                          |
| The Apartment – Willkommen im Alptraum | David Marmor                  | Vereinigte Staaten                          |
| Boyz In The Wood                       | Ninian Doff                   | Vereinigtes Königreich                      |
| Child’s Play                           | Lars Klevberg                 | Vereinigte Staaten                          |
| Crawl                                  | Alexandre Aja                 | Vereinigte Staaten                          |
| Darlin’                                | Pollyanna McIntosh            | Vereinigte Staaten                          |
| Detention                              | John Hsu                      | Taiwan                                      |
| Eli                                    | Ciarán Foy                    | Vereinigte Staaten                          |
| Es – Kapitel 2                         | Andy Muschietti               | Vereinigte Staaten                          |
| Escape Room                            | Adam Robitel                  | Vereinigte Staaten                          |
| Die Farbe aus dem All                  | Richard Stanley               | Vereinigte Staaten                          |
| Friedhof der Kuscheltiere              | Kevin Kölsch, Dennis Widmyer  | Vereinigte Staaten                          |
| Der goldene Handschuh                  | Fatih Akin                    | Deutschland                                 |
| Happy Deathday 2U                      | Christopher B. Landon         | Vereinigte Staaten                          |
| The Hole in the Ground                 | Lee Cronin                    | Irland                                      |
| Die Kinder der Toten                   | Kelly Cooper, Pavol Liska     | Österreich                                  |
| Die Kunst des toten Mannes             | Dan Gilroy                    | Vereinigte Staaten                          |
| Lloronas Fluch                         | Michael Chaves                | Vereinigte Staaten                          |
| The Lodge                              | Veronika Franz, Severin Fiala | Vereinigte Staaten / Vereinigtes Königreich |
| Ma                                     | Tate Taylor                   | Vereinigte Staaten                          |
| Midsommar                              | Ari Aster                     | Vereinigte Staaten / Schweden               |
| Nutshot                                | Heiko Muuss                   | Schweiz                                     |
| The Prodigy                            | Nicholas McCarthy             | Vereinigte Staaten                          |
| Wir                                    | Jordan Peele                  | Vereinigte Staaten                          |
| Wounds                                 | Babak Anvari                  | Vereinigte Staaten / Vereinigtes Königreich |
| Yummy                                  | Lars Damoiseaux               | Belgien                                     |
| Scary Stories to Tell in the Dark      | André Øvredal                 | Vereinigte Staaten                          |